# Клітинна біологія

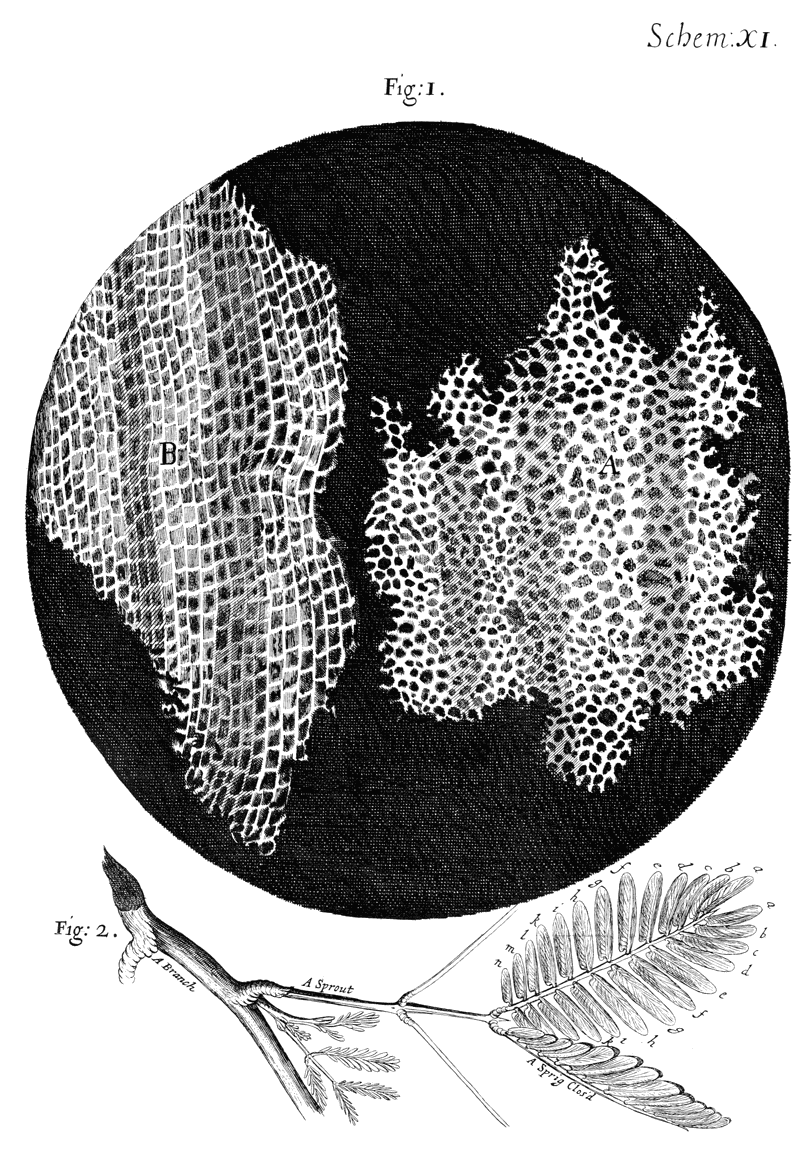
Зріз клітини на малюнку Роберта Гука, основоположника клітинної біології

Цитологія, кліти́нна біоло́гія — великий розділ біології, який вивчає структурно-функціональну організацію прокаріотичних та еукаріотичних клітин, молекулярні механізми регуляції клітинних функцій, взаємодію ядерного і пластидного геномів, природи та передачі сигналів, які визначають онтогенез клітин і формування міжклітинних зв'язків, репродукцію, диференціювання та старіння клітин in vivo та in vitro у нормі й патології.
Цитологія є комплексна наука, що вивчає:
- будову клітин
- будову окремих структур та органел клітини
- хімічний склад та перетворення в клітині
- функції клітини
- функції органел
- ріст та особливості розмноження

Метою сучасної цитології є формування теоретичної бази біотехнології, генетичної інженерії, нових методів генетики, а також інтегрування знань у галузі молекулярно-біологічних процесів до рівня фізіологічних явищ і еволюції.

## Напрямки досліджень
Основні напрямки досліджень згідно з ВАК України:
- Структурно-функціональна організація клітин різного походження.
- Клітинний цикл, диференціювання й старіння клітин. Мітоз, мейоз, цитокінез.
- Взаємодія ядерного та пластомного геномів.
- Структура хроматину та хромосом. Експресія генів та регуляція.
- Процеси самозбирання надмолекулярних структур клітин.
- Передача екзогенних та ендогенних сигналів у клітині.
- Просторово-часова організація клітинного метаболізму та його регуляція.
- Скелетні структури клітини та їх функції в життєдіяльності клітини.
- Отримання до дослідження протопластів. Механізми утворення клітинних гібридів.
- Механізми трансгенезу. Вектори, придатні для трансгенезу.
- Виявлення та клонування генів.
- Природа та сприйняття клітиною сигналів, які детермінують її розвиток.
- Клітинні біосинтези гетерологічних речовин.
- Дослідження клітин у культурі in vitro.

## Методи цитологічних досліджень
1) Прижиттєвий — використання конфокальної, поляризаційної та темнової мікроскопії. Використовують специфічні барвники.
2) Оптична мікроскопія — прилади які застосовують: оптичний мікроскоп, бінокуляр, фазово-контрастний мікроскоп, люмінісцентний мікроскоп, темнопольний мікроскоп. Метод дозволяє досліджувати форму й розміри клітин, найбільші клітинні структури, органели руху, капсули та слизові шари.
3) Електронна мікроскопія — прилади для застосування: трансмісійний електронний мікроскоп, скануючий електронний мікроскоп. Метод дозволяє досліджувати ультраструктуру клітин і всі їх органели, поверхневі структури клітин і міжклітинні контакти.
4) Забарвлення клітин — використовують барвники та фіксуючі речовини. Метод дозволяє диференційно забарвлювати окремі структури або клітину в цілому для отримання якісного зображення під час мікроскопіювання.
5) Мікротомування — використовують мікротоми. Метод дозволяє виготовити ультратонкі препарати для їх дослідження з допомогою всіх різновидів світлового та транмісійного електронного мікроскопів.
6) Центрифугування — прилад — центрифуга. Метод дозволяє розділити вміст клітин на фракції за формою та розміром окремих компонентів для подальшого окремого дослідження кожної з фракцій.
7) Метод мічених атомів — використовують радіоактивні ізотопи, прилади для радіоавтографії. Метод дозволяє відстежити шлях речовин усередині клітини, механізми обміну речовин, дослідити функції окремих органел.
8) Метод культури клітин — беруть ламінари і використовують поживні середовища. Метод дозволяє вирощувати певні типи клітин і відстежувати їх реакцію на дію зовнішніх і внутрішніх факторів.
9) Метод світлової мікроскопії — досліджують тільки мертві клітини. Використання світлового мікроскопа
10) Метод фазовоконтрастної мікроскопії — Заломлювання світла різними видами клітин, що відрізняються за щільністю
11) Метод флюоресцентної мікроскопії
12) Метод мічених ізотопів — речовин в клітині

### Книги
- Гістологія. Цитологія. Ембріологія: підруч. для студентів / за ред.: О. Д. Луцика, Ю. Б. Чайковського . — Вінниця: Нова Книга, 2020. — 496 с. ISBN 978-966-382-698-1
- Медична біологія / За ред. В. П. Пішака, Ю. І. Бажори. Підручник. — М-42 Вінниця: Нова Книга, 2004. — 656 с: іл. ISBN 966-7890-35-X
- Загальна цитологія і гістологія: підруч. / М. Е. Дзержинський, Н. В. Скрипник, Г. В. Островська та ін.; — Київ: Видавничо-поліграфічний центр «Київський університет», 2010. — 575 с. ISBN 978-966-439-159-4
- Molecular Biology of the Cell, 4th ed. / B. Alberts, A. Johnson, J. Lewis, M. Raff, K. Roberts, and P. Walter. New York: Garland Science; 2002. ISBN 0-8153-3218-1
- Alberts, Bruce (2008). Molecular biology of the cell. New York: Garland Science. ISBN 978-0-8153-4105-5.

### Журнали
- Nature Cell Biology
- Nature Cell Research
- Cell: Cell Metabolism
- Trends in Cell Biology
- Nature Reviews Molecular Cell Biology
- Nature Methods, Cell: Molecular Cell
- Cellular and Molecular Life Sciences
- Nature Chemical Biology
- Цитологія та Генетика.